# Foios
Foios è un comune spagnolo di 6.671 abitanti situato nella comunità autonoma Valenciana.

## Geografia
Il comune di Foyos ha una forma allungata in direzione sud-est, dalle montagne alla periferia dell'Huerta Norte fino al Mar Mediterraneo. Il punto più alto si trova a 64 metri di altezza e scende lentamente verso la riva del mare, senza alcuna caratteristica di rilievo. Il comune ha un tratto di costa di circa cinquecento metri, anche se non è accessibile dal centro abitato in quanto isolato dall'autostrada V-21. Il burrone di Carraixet funge da confine a sud con la città di Alfara del Patriarca.

## Storia
Nella pianura di Foyos sono noti i resti di una villa romana di epoca alto-imperiale. Tuttavia, il nucleo attuale proviene da un rahal andaluso, menzionato già nel 1235 e conquistato da Giacomo I nel 1237. Il re lo donò a Roderico Eiximén de Llúcia il 1º agosto dello stesso anno, che lo trasferì alla famiglia Díez nel 1238. Nel 1247 passò nelle mani di un certo Guillem, notaio reale e, dopo varie vendite e spartizioni, Ramon Vilanova acquistò il maniero nel 1386. Anni dopo Foyos tornò alla Corona come villa reale e non fu più proprietà del maniero.

## Società

### Evoluzione demografica
Nel 1572 il villaggio contava 44 abitanti (circa 200), che raddoppiarono nel secolo successivo: nel 1646 vi vivevano già 90 famiglie e un centinaio nel 1713. Nel 1787, Foyos aveva 948 abitanti e nel 1877 ne aveva più di 1300. Da quel momento in poi è cresciuta costantemente: nel 1910 contava più di 2.000 persone e nel 1940 3.000. Nel 1970, il villaggio contava 4.341 abitanti. Nel 2010 aveva una popolazione censita di 6.781 abitanti (INE), di cui 6.510 vivevano nel centro della città. Le altre erano sparse per il comune e nella frazione di Cúiper. Ci sono ancora alcune cascine, anche se in passato le frazioni erano più abbondanti. Nel 2013 (INE) la città aveva una popolazione di 7.078 abitanti.